# Кемень, Тибор
Тибор Кемень (венг. Kemény Tibor; 5 марта 1913, Будапешт — 25 сентября 1992, Будапешт) — венгерский футболист, игравший на позиции левого нападающего. По завершении игровой карьеры — тренер.
Выступал, в частности, за клуб «Ференцварош», а также национальную сборную Венгрии. Двукратный чемпион Венгрии и обладатель кубка Митропы.
Чемпион Греции (как тренер). Обладатель Кубка Греции (как тренер). Обладатель Кубка Митропы (как тренер).

## Клубная карьера
Родился 5 марта 1913 года в городе Будапешт. Воспитанник футбольной школы клуба «Ференцварош».Взрослую футбольную карьеру начал в 1933 году в «Ференцвароше», в котором провел шесть сезонов, приняв участие в 100 матчах чемпионата. В составе «Ференцвароша» был одним из главных бомбардиров команды, имея среднюю результативность на уровне 0,44 гола за игру первенства. Всего в составе клуба сыграл с учетом товарищеских 204 матча и забил 99 голов. Сыграл 29 матчей и забил 8 голов в кубке Митропы.
В течение Второй мировой войны также играл за команду «Гамма».

## Выступления за сборную
В 1933 году дебютировал в официальных матчах в составе национальной сборной Венгрии.
В составе сборной был участником чемпионата мира 1934 года в Италии.

## Карьера тренера
Начал тренерскую карьеру вскоре после завершения карьеры игрока, 1949 года, возглавив тренерский штаб клуба «Уйпешт».
В 1955 году стал главным тренером команды МТК (Будапешт), тренировал клуб из Будапешта один год.
В течение тренерской карьеры также возглавлял команду клуба «Дороги Баниас».
Позже тренер переехал в Грецию для работы с клубом «Олимпиакос», главным тренером команды которого Тибор Кемень был с 1957 по 1958 год.
В середине 1960-х годов тренировал ряд польских клубов.
Умер 25 сентября 1992 года на 80-м году жизни в городе Будапешт.

## Титулы и достижения

### Как игрока
«Ференцварош»:
- Обладатель Кубка Митропы: 1937
- Финалист Кубка Митропы: 1935, 1938, 1939
- Чемпион Венгрии: 1933-34, 1937-38
- Серебряный призер Чемпионата Венгрии: 1934-35, 1936-37, 1938-39
- Бронзовый призер Чемпионата Венгрии: 1935-36
- Обладатель Кубка Венгрии: 1935

### Как тренера
- Чемпион Греции (1):

«Олимпиакос»: 1957-1958
- Обладатель Кубка Греции (1):

«Олимпиакос»: 1957-1958
- Обладатель Кубка Митропы (1):

МТК (Будапешт): 1955